# Сан Гауз
Сан Гауз (Son House, власне ім'я Eddie James House Jr., 21 березня 1902 — 19 жовтня 1988) — американський блюзовий музикант. Для стилю Гауза характерний сильний повторюваний ритм, часта застосування слайд-гітари.
Вважається одним із найвпливовіших блюзменів усіх часів. Його творчість справила вплив на цілий ряд його сучасників та майбутніх музикантів, зокрема Роберта Джонсона, Мадді Вотерса, Рорі Галлахера, Джека Вайта, Бонні Рейтт тощо. Ім'я цього музиканта внесено до Зали слави блюзу. Сан Гауз, поруч з Чарлі Паттоном вважається одним з музикантів, які формували стиль дельта-блюзу та дали важливий поштовх для розвитку блюзу в майбутньому.

## Біографія

### Ранні роки
Сан Гауз народився неподалік від Кларксдейла, штат Міссісіпі, був середнім з трьох братів і виховувався у дуже релігійній родині. Батько, Едді Гауз старший, був музикантом і грав у групі разом із своїми братами. З дитинства Гауз перейняв від родини любов до музики, хоча цікавився переважно співом не проявляючи жодного інтересу до родинного інструментального колективу. З релігійних причин юний Едді відчував абсолютну ворожість до блюзу та будь-якої світської музики.
Батьки Гауза розлучилися, коли йому було приблизно сім-вісім років і вони з матір'ю переїхали спочатку в Талулу, штат Луїзіана, а згодом в Новий Орлеан. Протягом наступних років Гауз все більше залучається до церковного життя, починає читати проповіді та все більше проймається ненавистю до блюзу.
У віці дев'ятнадцяти років він одружується на старшій жінці з Нового Орлеану на ім'я Керрі Мартін. Це був визначний крок для Сан Гауза, оскільки вони одружилися в церкві, не зважаючи на заперечення його родини. Молодята переїхали у рідне містечко Керрі у нетрях Луїзіани, щоб допомагати на фермі її батька. Пару років потому, відчуваючи себе використаним і розчарованим, Гауз залишає дружину і починає подорожувати у пошуках тимчасової роботи, одного разу перебирається у Східний Сент-Луїс, штат Іллінойс, де працює на металургійному заводі. Роботою, якою Гауз насолоджувався, була робота на ранчо в Луїзіані, що він часто відзначав, вдягаючи ковбойського капелюха на свої виступи.
Врешті-решт, Гауз відходить від важкої ручної праці, коли його приймають на службу спочатку у Баптистську Церкву, а згодом у Християнську Методистську Єпископальну Церкву. Так чи інакше, згодом він, як і його батько раніше, набув звичок, що суперечили з його покликанням — випивка і, можливо, розпуста. Після кількох років конфлікту, це призвело до того, що Гауз був змушений покинути постійну службу в церкві, хоча він і надалі відчував потребу в проповідування час від часу.

### Блюзовий виконавець
У 1927 році у віці 25, Едді Гауз пережив кардинальну зміну музичних вподобань. На одному хуторі на південь від Кларксдейла Гауз почув, як один з його товаришів по випивці грає на слайд-гітарі — стиль, який він ніколи не чув раніше. Він миттєво змінив своє ставлення до блюзу, купив гітару у музиканта на ім'я Френк Госкінс і вже за кілька тижнів грав разом з Госкінсом, Джеймсом МакКоєм і Віллі Вілсоном. Дві пісні, яким він навчився від Госкінса, пізніше були серед його найвідоміших: «My Black Mama» і «Preachin' The Blues». Ще одним джерелом натхнення був Рубен Лейсі, більш відомий виконавець, який мав записи на Columbia Records і Paramount Records. За неймовірно короткий час, маючи лише цих чотирьох музикантів за приклад, Гауз розвинув до професійного рівня блюзовий стиль, що базувався на його релігійному співі у супроводі слайд-гітари.
За, ніби-то, вбивство людини з метою самозахисту, він був засуджений на 15 років у колонії штату Міссісіпі, з яких відбув близько двох років у 1928 і 1929. За офіційною історією, Гауз грав у дешевому барі, коли один чоловік почав стрілянину і поранив його в ногу. Після цього Гауз застрелив нападника. Своїм достроковим звільненням Гауз завдячує апеляції, поданій його родиною і втручанню впливового білого плантатора, на якого він працював. Точних офіційних даних щодо дати вбивства та строку, проведеного у в'язниці, не лишилося, а покази самого Сан Гауза у різних інтерв'ю різняться.
Після звільнення Сану наполегливо порадили поїхати з Кларксдейла і не повертатися. Він пішов пішки до Джонстауна і спіймав потяг до Лули, штат Міссісіпі, що за шість миль на північ від Кларксдейла. За дивовижним збігом, видатна зірка дельта-блюзу Чарлі Паттон, також перебував у віртуальному вигнанні в Лулі після звільнення з плантації Докері. Разом зі своїм напарником Віллі Брауном, Патон домінував на місцевій професійній блюзовій сцені. Паттон спостерігав, як Гауз грав за чайові на залізничній станції, після того, як він приїхав у Лулу без копійки в кишені, але не підійшов до нього. Потім він спостерігав, як Гауз своїм виступом привертав увагу натовпу до кафе і бутлегерського бізнесу жінки на ім'я Сара Найт, і запросив його стати регулярним музичним партнером з ним і Брауном. З часом Гауз і Паттон стали добрими друзями і часто подорожували разом на виступи, хоча грали окремо.

### Перші записи
У 1930 році Арт Лейблі з Paramount Records приїхав до Лули, щоб переконати Паттона зробити ще кілька записів у Ґрафтоні, штат Вісконсин. Разом з Паттоном поїхали Гауз, Браун і піаніст Луїс Джонсон. Протягом цієї сесії Сан Гауз записав дев'ять пісень, вісім з яких були видані. Але запис виявився комерційним провалом і Гауз більше на записувався комерційно протягом 35 років. Він продовжив грати з Паттоном і Брауном навіть після смерті Паттона у 1934. Протягом цього часу Гауз працював трактористом на різних плантаторів в околицях озера Корморан.
Алан Ломакс вперше записав Гауза для Бібліотеки Конгресу у 1941 році. Разом з Гаузом на цьому записі з'явилися Віллі Браун (гітара), Фіддлін Джо Мартін (мандоліна) і Лерой Вільямс (губна гармоніка). Пізніше Ломакс повернувся в цю місцевість у 1942 і знову зробив запис з Гаузом. Після цього Едді Сан Гауз зник з очей публіки, покинувши музику, і переїхавши до Рочестеру, штат Нью-Йорк, де він працював залізничним провідником.

### Назад із небуття
У 1960х у США на хвилі відродження блюзу, що значним чином було викликана британським вторгненням, ряд молодих ентузіастів блюзу, таких як Нік Перлс, Дік Вотермен і Філ Спайро здійснювали подорожі глибоко на Американський Південь, зокрема в Дельту Міссісіпі, у пошуках автентичних блюзменів початку сторіччя. Врешті-решт Гауза знайшли у Рочестері; на той момент він уже давно зав'язав з музичним бізнесом і не здогадувався про відродження фолк- і блюз-музики та міжнародне зацікавлення у його ранніх записах.
У результаті він активно гастролював теренами США та Європи, записувався для CBS Records. Сан Гауз був тепло прийнятий на музичній сцені 60-х, був почесним гостем на Фолк Фестивалі у Ньюпорті у 1964, на Фолк Фестивалі у Нью-Йорку у липні 1965, а також у європейському турі Американського Фолк Фестивалю в жовтні 1967 разом із Скіпом Джеймсом та Буккою Вайтом.
Молодий Гітарист Алан Вілсон (Canned Heat) був фаном Сан Гауза. Продюсер Джон Генрі Гаммонд попросив Вілсона, якому на той момент було лише 22 роки, «навчити Сан Гауза як грати, як Сан Гауз», оскільки Вілсон володів багатими знаннями блюзових стилів. Результатом такої співпраці стали альбоми «The Father of Delta Blues — The Complete 1965 Sessions» і «John the Revelator: The 1970 London Sessions».
Влітку 1970 Гауз знову гастролював Європою, зокрема з'явився на джазовому фестивалі в Монтре. Також Гауз грав на блюзовому фестивалі в Торонто у 1974 року, з'явився на телешоу Camera Three у супроводі блюз-гітариста Бадді Ґая.
Останні свої роки Сан Гауз хворів на рак гортані і в 1974 він остаточно покинув музику, після чого переїхав у Детройт, Мічиган, де залишався до своєї смерті у жовтні 1988. Члени Блюзової Спільноти Детройту за допомогою благодійних концертів зібрали кошти на побудову монументу на його могилі. З все життя Сан Гауз був одружений 5 разів.